# Karl-Gunnar Wall
Karl-Gunnar Wall, född 15 oktober 1910 i Julita församling, Södermanlands län, död 2006, var en svensk bibliotekarie och litteraturkritiker.
Wall, som var son till kontraktsprost Gunnar Vall och Agnes Andersson, avlade studentexamen i Örebro 1930, blev filosofie kandidat 1938, utexaminerades från biblioteksskola 1940 och var stadsbibliotekarie i Katrineholm 1944–1975. Han uppmärksammades för sin essä i BLM 1946 om Erik Lindegrens diktsamling mannen utan väg och verkade under de följande decennierna som litteraturkritiker i bland annat Arbetaren, Aftontidningen och Perspektiv. Han översatte från tyska verk av bland andra Johann Wolfgang von Goethe, Ernst Barlach, Georg Lukács och Eduard Mörike. Han utgav även skriften Samtal om Goethe (1983, med Matts Rying).